# 佐藤昭大
佐藤 昭大（さとう あきひろ、1986年8月30日 - ）は、日本・三重県三重郡朝日町出身のサッカー指導者、元プロサッカー選手。ポジションは、GK。広島県立吉田高等学校卒業。

## 来歴

### プロ入り前
朝日中学校時代から地元三重県で八田直樹とともに将来を嘱望されており、地元の強豪・三重県立四日市中央工業高等学校から誘われたが、最終的にはサンフレッチェ広島ユースに入団。
2003年春にはトップチームのキャンプに髙萩洋次郎・前田俊介・髙柳一誠と共に招集され、その後2種登録選手になる。ユースでは同年夏ごろから正GKとして活躍、高円宮杯3位、Jユースカップ優勝などに貢献した。2004年も引き続き2種登録される。同年、トップチームの第2GKを務めていた林卓人が腰の手術を行いシーズン序盤を欠場したため、河原正治を押しのけ開幕戦に高校3年生ながらベンチ入りメンバーに抜擢され、その後リーグ戦7試合・リーグカップ3試合にベンチ入りした。一方ユースではキャプテンに選ばれ、クラブユース選手権連覇、高円宮杯初優勝、Jユースカップ準優勝に貢献した。

### サンフレッチェ広島
2005年、トップ昇格。同年10月15日FC東京戦において　下田崇の負傷退場により急遽出場、これがJリーグ初出場となった。その後、下田は怪我によりシーズン絶望、リーグ戦の残り全試合でスタメン出場した。翌2006年以降、下田の前に出場機会が与えられなかった。
2007年、出場機会を求めて愛媛FCに期限付き移籍。リーグ戦2節から川北裕介を押しのけレギュラーを奪い28試合に出場したものの、自身の怪我やチーム状況からその後川北に再びレギュラーを奪われてしまった。
2008年、広島に復帰。同年6月から正GKの下田と第2GKの木寺浩一の怪我による離脱に伴い、レギュラーとなり24試合に出場した。しかし、2009年4月18日のJ1第6節対アルビレックス新潟戦にてペドロ・ジュニオールと激突し負傷退場。右足後十字靭帯断裂により長期離脱となった。その後は中林洋次にレギュラーを明け渡した。

### 鹿島アントラーズ
2010年、小澤英明の退団に伴い第2GKを探していた鹿島アントラーズに期限付き移籍。不動の正GK曽ヶ端準の前に出場機会はなかったが、2011年に完全移籍した。2012年からは杉山哲の退団に伴い背番号1を継承した。2012年4月18日、Jリーグヤマザキナビスコカップのコンサドーレ札幌戦で移籍後初出場。その後は出場機会機会は少ないながらも、カップ戦を中心に出番を得た。
2015年は、トニーニョ・セレーゾ監督によって2014年まで不動の正守護神として連続出場を続けていた 曽ヶ端を差し置いて開幕スタメンに抜擢。広島時代以来約6年ぶりとなるリーグ戦出場を果たしたが、清水エスパルスに1-3で敗れた。その後控えに戻ったが、曽ヶ端が負傷した中盤戦ではスタメンに名を連ねていた。しかし、トニーニョ・セレーゾが更迭され石井正忠へ監督が代わると曽ヶ端がレギュラーに戻り、ベンチを暖めるようになった。11月26日、今季限りで鹿島を退団することが発表された。

### ロアッソ熊本
12月25日、ロアッソ熊本への完全移籍加入が発表された。移籍後は広島でもポジションを争った原裕太郎から定位置を奪い、すぐさまチームの正GKとして第13節と天皇杯2試合を除く全試合に先発した。2017年になると畑実や野村政孝にポジションを奪われるようになるが、2018年になるとその座を奪還した。

### モンテディオ山形
2019年1月5日、モンテディオ山形への完全移籍が発表された。同年は守護神である櫛引政敏の前に出番はなかったが、2020年に櫛引がシーズン途中で負傷によりチームを離脱するとスタメンに抜擢。しかし、ミン・ソンジュンの離脱により急遽加入した藤嶋栄介が夏場以降はポジションを確保すると再び控えに回った。
2020年12月12日、現役引退することを発表した。

## エピソード
- 2017年3月12日、第3節のモンテディオ山形戦で前半に1点を許すも、後半のアディショナルタイムに上里一将のコーナーキックをヘディングで合わせて初得点を記録し、引き分けに持ち込んだ[注 5][11]。

## 所属クラブ
ユース経歴
- 朝日SSS (朝日町立朝日小学校)
- 朝日町立朝日中学校
- 2002年 - 2004年 サンフレッチェ広島ユース

プロ経歴
- 2005年 - 2010年 サンフレッチェ広島
  - 2007年 愛媛FC (期限付き移籍)
  - 2010年 鹿島アントラーズ (期限付き移籍)
- 2011年 - 2015年 鹿島アントラーズ
- 2016年 - 2018年 ロアッソ熊本
- 2019年 - 2020年 モンテディオ山形

## 個人成績
| 国内大会個人成績 | 国内大会個人成績 | 国内大会個人成績 | 国内大会個人成績 | 国内大会個人成績 | 国内大会個人成績 | 国内大会個人成績 | 国内大会個人成績 | 国内大会個人成績 | 国内大会個人成績 | 国内大会個人成績 | 国内大会個人成績 |
| 年度             | クラブ           | 背番号           | リーグ           | リーグ戦         | リーグ戦         | リーグ杯         | リーグ杯         | オープン杯       | オープン杯       | 期間通算         | 期間通算         |
| 年度             | クラブ           | 背番号           | リーグ           | 出場             | 得点             | 出場             | 得点             | 出場             | 得点             | 出場             | 得点             |
| 日本             | 日本             | 日本             | 日本             | リーグ戦         | リーグ戦         | リーグ杯         | リーグ杯         | 天皇杯           | 天皇杯           | 期間通算         | 期間通算         |
| ---------------- | ---------------- | ---------------- | ---------------- | ---------------- | ---------------- | ---------------- | ---------------- | ---------------- | ---------------- | ---------------- | ---------------- |
| 2003             | 広島Y            | 16               | -                | -                | -                | -                | -                | 1                | 0                | 1                | 0                |
| 2005             | 広島             | 31               | J1               | 8                | 0                | 0                | 0                | 2                | 0                | 10               | 0                |
| 2006             | 広島             | 31               | J1               | 0                | 0                | 1                | 0                | 0                | 0                | 1                | 0                |
| 2007             | 愛媛             | 21               | J2               | 28               | 0                | -                | -                | 0                | 0                | 28               | 0                |
| 2008             | 広島             | 31               | J2               | 24               | 0                | -                | -                | 4                | 0                | 28               | 0                |
| 2009             | 広島             | 31               | J1               | 6                | 0                | 1                | 0                | 2                | 0                | 9                | 0                |
| 2010             | 鹿島             | 29               | J1               | 0                | 0                | 0                | 0                | 0                | 0                | 0                | 0                |
| 2011             | 鹿島             | 29               | J1               | 0                | 0                | 0                | 0                | 0                | 0                | 0                | 0                |
| 2012             | 鹿島             | 1                | J1               | 0                | 0                | 2                | 0                | 1                | 0                | 3                | 0                |
| 2013             | 鹿島             | 1                | J1               | 0                | 0                | 2                | 0                | 0                | 0                | 2                | 0                |
| 2014             | 鹿島             | 1                | J1               | 0                | 0                | 1                | 0                | 0                | 0                | 1                | 0                |
| 2015             | 鹿島             | 1                | J1               | 10               | 0                | 0                | 0                | 2                | 0                | 12               | 0                |
| 2016             | 熊本             | 30               | J2               | 41               | 0                | -                | -                | 0                | 0                | 41               | 0                |
| 2017             | 熊本             | 30               | J2               | 10               | 1                | -                | -                | 0                | 0                | 10               | 1                |
| 2018             | 熊本             | 30               | J2               | 31               | 0                | -                | -                | 0                | 0                | 31               | 0                |
| 2019             | 山形             | 30               | J2               | 0                | 0                | -                | -                | 1                | 0                | 1                | 0                |
| 2020             | 山形             | 30               | J2               | 13               | 0                | -                | -                | -                | -                | 13               | 0                |
| 通算             | 日本             | 日本             | J1               | 24               | 0                | 7                | 0                | 7                | 0                | 38               | 0                |
| 通算             | 日本             | 日本             | J2               | 147              | 1                | -                | -                | 5                | 0                | 152              | 1                |
| 通算             | 日本             | 日本             | 他               | -                | -                | -                | -                | 1                | 0                | 1                | 0                |
| 総通算           | 総通算           | 総通算           | 総通算           | 171              | 1                | 7                | 0                | 13               | 0                | 191              | 1                |

| 国際大会個人成績 | 国際大会個人成績 | 国際大会個人成績 | 国際大会個人成績 | 国際大会個人成績 |
| 年度             | クラブ           | 背番号           | 出場             | 得点             |
| AFC              | AFC              | AFC              | ACL              | ACL              |
| ---------------- | ---------------- | ---------------- | ---------------- | ---------------- |
| 2010             | 鹿島             | 29               | 0                | 0                |
| 2011             | 鹿島             | 29               | 0                | 0                |
| 2015             | 鹿島             | 1                | 0                | 0                |
| 通算             | AFC              | AFC              | 0                | 0                |

出場歴
- 公式戦初ベンチ入り - 2004年3月13日 J1 1stステージ第1節 清水エスパルス戦 (広島ビッグアーチ)
- プロ初ベンチ入り - 2005年10月1日 J1第26節 名古屋グランパスエイト戦 (広島ビッグアーチ)
- 初出場 - 2005年10月15日 J1第27節 FC東京戦 (味の素スタジアム)
  - 59分、下田崇と交代出場
- 初先発 - 2005年10月23日 J1第28節 セレッソ大阪戦 (広島ビッグアーチ)
- 初完封 - 2005年11月23日 J1第32節 柏レイソル戦 (広島ビッグアーチ)
- 初得点 - 2017年3月12日 J2第3節 モンテディオ山形戦 (えがお健康スタジアム)

## タイトル

### クラブ
サンフレッチェ広島ユース
- Jユースカップ：1回 (2003年)
- 日本クラブユース選手権大会：2回 (2003年、2004年)
- 高円宮杯全日本ユース選手権大会：1回 (2004年)

サンフレッチェ広島
- Jリーグ ディビジョン2：1回 (2008年)
- FUJI XEROX SUPER CUP：1回 (2008年)

鹿島アントラーズ
- ヤマザキナビスコカップ：3回 (2011年、2012年、2015年)
- 天皇杯：1回 (2010年)
- FUJI XEROX SUPER CUP：1回 (2010年)
- スルガ銀行チャンピオンシップ：2回 (2012年、2013年)

## 代表歴
- U-16日本代表
  - 2002年 - AFC U-17選手権2002
- U-17日本代表（2003年）
- U-18日本代表（2004年）
- U-23日本代表
  - 2006年 - アジア競技大会

## 指導歴
- 2021年 - 鹿島アントラーズ
  - 2021年 - 鹿島ジュニアユースGKコーチ